# Elecciones municipales de la República Dominicana de 2020
Las elecciones municipales se realizaron el 15 de marzo de 2020 en la República Dominicana, para elegir a todos los funcionarios de los gobiernos locales (alcaldes, vicealcaldes, regidores, directores, subdirectores, y vocales en los municipios) en el país, previamente el domingo 16 de febrero de 2020 se había programado para realizarse, sin embargo, debido a un sinnúmero de mesas que presentaron problemas al momento de las elecciones, se decidió suspenderlas y desplazarlas para dicho día. Estas elecciones tienen un enfoque importante, ya que se celebra solo tres meses antes de las elecciones generales, en las que se renovarán tanto el poder ejecutivo como el legislativo.
Estas serían las primeras elecciones municipales que se celebrarían aparte de cualquier otro proceso electoral en la historia del país.
Tras la suspensión de las elecciones, se produjeron en la provincia Santo Domingo distintos hechos de violencia que dejaron al menos dos muertos y varios heridos; adicionalmente otra persona falleció antes de la suspensión de la elección, es decir, durante las votaciones.
La nueva fecha para la celebración de estas elecciones será el 15 de marzo.

## Sistema electoral
Los municipios de la República Dominicana están gobernados por ayuntamientos; estas son las instituciones políticas básicas del país. Los ayuntamientos tienen personalidad jurídica independiente y tienen dos órganos de gobierno, el consejo municipal, compuesto por el alcalde y una asamblea plenaria de concejales (el poder legislativo local) y la Oficina del Alcalde, conocida como Alcaldía, dirigida por el alcalde (el ejecutivo local rama). Los municipios a menudo se dividen en distritos municipales, estos se rigen por órganos desconcentrados debajo del municipio conocido como consejo de distrito (Junta Distrital) compuesto por un director de distrito (Director distrital) y una asamblea de concejales de distrito (vocales).
La ciudad de Santo Domingo está encerrada dentro del Distrito Nacional, el sitio del gobierno nacional, y posee un estatus especial (como sucede en las naciones federales) pero en la práctica y con el propósito de la administración local, las reglas que se aplican a los municipios lo hacen en la capital.
El alcalde es elegido directamente por votación popular. El método de elección para los concejales locales está pendiente de decisión por parte de la Junta Central Electoral.
Los funcionarios del Distrito Municipal son elegidos usando el método D'Hondt y la representación proporcional de la lista cerrada, pero esto probablemente podría cambiar cuando la JCE diera un veredicto final sobre las elecciones locales.
Los regidores se asignan a los consejos municipales según la siguiente escala:
| Población      | Regidores                                                                               |
| -------------- | --------------------------------------------------------------------------------------- |
| <25 000        | 5                                                                                       |
| 25 000-50 000  | 7                                                                                       |
| 50 000-75 000  | 9                                                                                       |
| 75 000-100 000 | 11                                                                                      |
| >100 001       | +1 por cada 50 000 habitantes o fracción mayor a 25 000 +1 si el total es un número par |

Los concejales de distrito son elegidos a razón de 3 en los distritos municipales con una población de hasta 15 000, y 5, en los que tienen una población mayor de 15 000.

## Suspensión de las elecciones
Cuatro horas después de abrir las urnas, las autoridades electorales se vieron obligadas a suspender la votación luego de que se presentara una falla el sistema automatizado que por primera vez se utiliza en el país, aunque solo en algunas ciudades.
La Junta Central Electoral (JCE) había comunicado algunos errores en el nuevo sistema, pero decidió no interrumpir las elecciones hasta que pudo comprobar que existía un fallo generalizado en las máquinas de votación que no permitían ver la totalidad de los candidatos o partidos políticos en las pantallas.
La situación causó una serie de acusaciones entre afiliaciones políticas y hacia la JCE. Una de las primeras reacciones llegó desde el líder opositor Luis Abinader, candidato presidencial del Partido Revolucionario Moderno quien dijo que se trataba de un "grave atropello a los derechos democráticos". "La Junta Central Electoral ha fracasado" dijo en una alocución en la que exigió que se investigue a los responsables.
Por otro lado, la coalición liderada por el oficialista PLD emitió un comunicado conjunto en el que calificaba el inconveniente como un "sabotaje". "Tenemos razones para creer que hay sectores internos de la Junta Central Electoral que han participado en él" dijo su presidente Temístocles Montás, quien añadió que la oposición se veía beneficiada.
La Misión de Observación Electoral de la OEA instó a las autoridades electorales y a los actores políticos a "mantener un diálogo franco y constructivo de cara a los próximos pasos" a seguir.
La autoridad electoral dijo que abrirá una profunda investigación para esclarecer los hechos y anunció que pronto dará a conocer a nueva fecha para poder celebrar las elecciones, la cual se decidirá en acuerdo con "el liderazgo nacional". La Ley Electoral dice que después de que se confirme la anulación de los comicios se debe fijar un plazo de 30 días para la convocatoria.
La JCE invirtió 19 millones de dólares estadounidenses en las máquinas de votación y el Ministerio de Hacienda asignó unos 60 millones de dólares para la organización de los comicios.
En una reunión del pleno de la JCE, se decidió convocar de manera extraordinaria para el 15 de marzo, las nuevas elecciones municipales.

## Protestas después de la suspensión

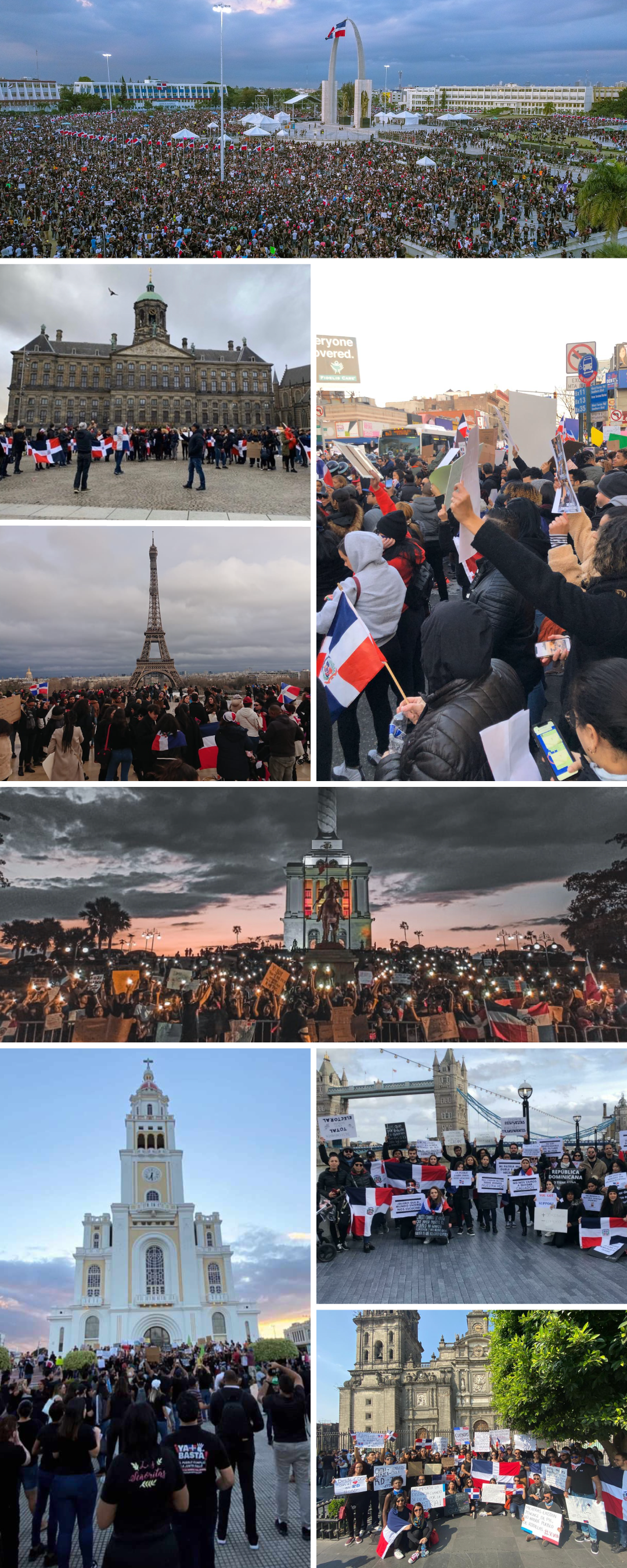
Protestas en la Plaza de la bandera

Las protestas en República Dominicana iniciaron el 16 de febrero de 2020, a raíz de que la Junta Central Electoral decidiera suspender las elecciones municipales debido a que habían sucedido errores en los colegios electorales donde funcionaba el voto automatizado, un grupo de jóvenes, tanto de partidos de oposición, como de movimientos apolíticos convocaron a todos a congregarse en la plaza de la bandera, justo frente a la sede principal de la Junta Central Electoral. De esta manera se buscaba crear presión sobre sus miembros, para que renunciaran. Otros, en cambio, solo pedían que dieran respuestas sobre lo sucedido con las boletas automatizadas.
Tan pronto como se dio el anuncio de la suspensión de las elecciones municipales del domingo 16 de febrero, iniciaron protestas en algunos barrios del territorio nacional. Revoltiao, una cuenta informativa en Instagram, compartió el llamado de la directora del canal de YouTube dominicano "DuckTape Tv", Gladeline Rapozo, en el que fijaba como fecha el lunes 17 de febrero, a las 3:00 p. m. frente a la Junta Central Electoral, para convocar a protestas, no obstante, miembros del partido Alianza País, realizaron una vigilia desde las cinco de la tarde hasta horas de la noche, en la Plaza de la Bandera.
Al día siguiente, personalidades de los medios, influencers y cuentas mediáticas, hicieron eco de la convocatoria, compartiendo el anuncio a través de las redes sociales. Esto dio como resultado que muchos jóvenes de clase media-alta conocidos, popularmente como "popis", hayan sido los protagonistas los primeros días de la convocatoria a protesta.
Con el pasar de los días, las convocatorias a protestas se empezaron a replicar, no solo en la plaza de la bandera, sino además en las demás provincias del país, siendo la primera Santiago, que el martes se congregó en el Monumento a los Héroes de la Restauración de esta ciudad. Ya para el miércoles, estaban convocadas las principales ciudades y municipios de la República Dominicana y algunos países del mundo.
El viernes 21 de febrero a las 8:00 p. m., se realizó la primera ronda de cacerolazos desde las casas, promovido por el director de cine Ernesto Alemany. Esa noche, las cacerolas se escucharon tanto en los edificios de todos los sectores, sin distinción de clase social. Con el paso de los días, los cacerolazos se replicaron hasta el sábado 14 de marzo. El domingo 23 de febrero, debido a la "Marcha de los Partidos por la Democracia", se anunció la desvinculación de esta actividad, pidiendo la ausencia de los jóvenes en la Plaza de la Bandera y ágoras de todo el país. En cambio, mandó a realizar tres cacerolazos como compensación, uniéndose al pautado a las 8:00 p. m., bajo el hashtag de #OllaChallenge. Al final, terminaron siendo cuatro.
Uno de los momentos cumbre de la protesta fue el 27 de febrero, por el aniversario de la Independencia Dominicana. Cabe resaltar que este es el día en que el presidente rinde cuentas anualmente.